# Trzęsienie ziemi w Hualian
Trzęsienie ziemi w Hualian – trzęsienie ziemi o sile 6,4 w skali Richtera miało miejsce 6 lutego 2018 o 23:50 czasu lokalnego. Epicentrum znajdowało się ok. 22 km na północ od centrum wschodniotajwańskiego miasta Hualian, przy brzegu, na głębokości ok. 4,7 km pod powierzchnią oceanu, nieomal dokładnie naprzeciw ujścia rzeki Liwu i wjazdu do Parku Narodowego Taroko.
Główne trzęsienie ziemi było poprzedzona serią 9 wstrząsów o sile od 4,6 do 6,1 stopnia, począwszy od 4 lutego, a po nim nastąpiła seria wstrząsów wtórnych, z których najsilniejsze 7 lutego 2018 roku o 23:21 miało siłę 5,7 stopnia.
Na skutek trzęsienia zginęło 17 osób, a 285 zostało rannych. Największym zniszczonym budynkiem by Hotel Marshall w Hualian, który się zawalił.
Trzęsienie ziemi z 6 lutego 2018 roku miało miejsce w drugą rocznicę trzęsienia ziemi w 2016 roku na południowym zachodzie Tajwanu, w miastach Kaohsiung i Tainan.

## Źródła
- Trzęsienie ziemi na Tajwanie. Zawalony hotel, Rzeczpospolita.pl, 6 lutego 2018, 20:18
- am, Potężne trzęsienie ziemi na Tajwanie. Runął hotel, setki rannych, Telewizja Republika.pl, 6 lutego 2018, 21:45
- MR//now (PAP), Silne trzęsienie ziemi na Tajwanie, TVN-24.pl, 7 lutego 2018, 5:26
- Maciej Orłowski (CNN), Trzęsienie ziemi na Tajwanie. Co najmniej siedem osób nie żyje, ponad 250 jest rannych, Gazeta Wyborcza.pl, 7 lutego 2018, 12:06
- PR, TO TRZEBA ZOBACZYĆ! Tragiczne skutki trzęsienia ziemi na Tajwanie, Telewizja Republika.pl, 8 lutego 2018, 12:34